# Friedrichsruh
Friedrichsruh is een Ortsteil (te vergelijken met een stadsdeel) in de gemeente Aumühle in de Duitse deelstaat Sleeswijk-Holstein.
Na de overwinning van Duitsland op Frankrijk en de grondlegging van het Duitse Rijk schonk keizer Wilhelm I als dank het Sachsenwald aan Otto von Bismarck. Hij liet een in het Sachsenwald gelegen stationsrestauratie verbouwen tot landhuis, waar tot op heden nog enkele van zijn nakomelingen wonen. Op het landgoed liet Bismarck ook een mausoleum bouwen, waar hij en zijn vrouw na hun dood begraven zijn. Dit was een kopie van het mausoleum van de Ostrogotische koning Theoderik de Grote in Ravenna.

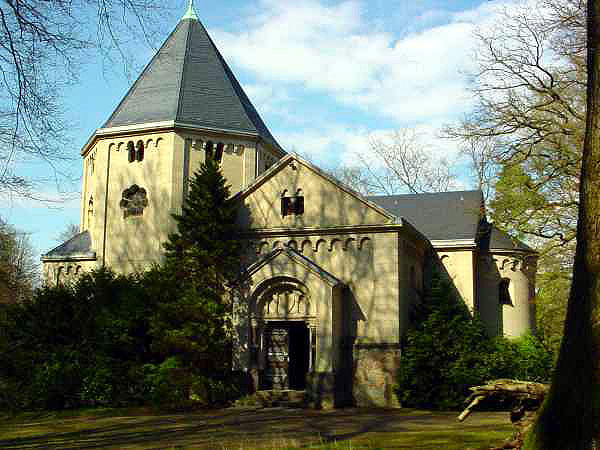
Bismarck-Mausoleum in Friedrichsruh

Vlak bij het mausoleum staat een monument ter nagedachtenis aan het zinken van het Duitse slagschip de Bismarck waarbij ruim 2000 bemanningsleden omkwamen.